# Sayeed Tahir Shah
Sayeed Tahir Shah (persan : سید طاهر شاه موسوی) (né le 5 février 1980 à Dar-e-Turkman en Afghanistan) est un footballeur international afghan.

## Biographie
Il fit ses débuts internationaux avec l'Afghanistan le 15 février 2002 lors d'un match amical à Kaboul contre une sélection composée de joueurs de l'ISAF où il inscrira un but. 
Il a fait partie de l'équipe afghane qui participa aux qualifications pour la Coupe d'Asie des nations 2004 où il inscrivit un but contre le Kirghizistan.